# 布呂格 (伯恩州)
布呂格（德語：Brügg）是瑞士的城鎮，位於該國中部，由伯恩州負責管轄，面積4.99平方公里，三成土地是森林，海拔高度485米，2011年人口4,232，人口密度每平方公里848人。